# Rathinda
Rathinda là một chi bướm ngày thuộc họ Lycaenidae.